# إريك هولمغرين
إريك هولمغرين (بالفنلندية: Erik Holmgren)‏ هو لاعب كرة قدم فنلندي، ولد في 17 ديسمبر 1964 في بورفو في فنلندا. شارك مع منتخب فنلندا لكرة القدم. أما مع النوادي، فقد لعب مع غايس غوتنبرغ ونادي هلسنكي.

## وصلات خارجية
- إريك هولمغرين على موقع الاتحاد الأوربي (الإنجليزية)
- إريك هولمغرين على موقع قاعدة بيانات كرة القدم.إي يو (الإنجليزية)
- إريك هولمغرين على موقع ناشيونال فوتبول تيمز (الإنجليزية)
- إريك هولمغرين على موقع عالم كرة القدم.نت (الإنجليزية)